# Mélanie Guyard
Mélanie Guyard, née le 14 mai 1981 à Saintes, est une romancière et nouvelliste française de fantasy et fantastique, accessoirement de science-fiction. Elle est aussi scénariste de bande dessinée.
Elle utilise parfois le pseudonyme de Mel Andoryss ou encore simplement Andoryss. Elle utilise aussi, à partir de 2019 (série Les 5 terres), le pseudonyme collectif de Lewelyn (trio de scénaristes).

## Biographie
Originaire de Charente-Maritime, Mélanie Guyard réside depuis 2006 en Île-de-France. Elle est professeur de SVT en collège. À partir de 2011, elle écrit des scénarios de bande dessinée aux éditions Delcourt avant de publier des romans aux éditions du Seuil, comme Les Âmes silencieuses en 2019, son premier roman de littérature adulte selon La Montagne, ou « premier roman de littérature classique » selon Le Parisien.

## Œuvre

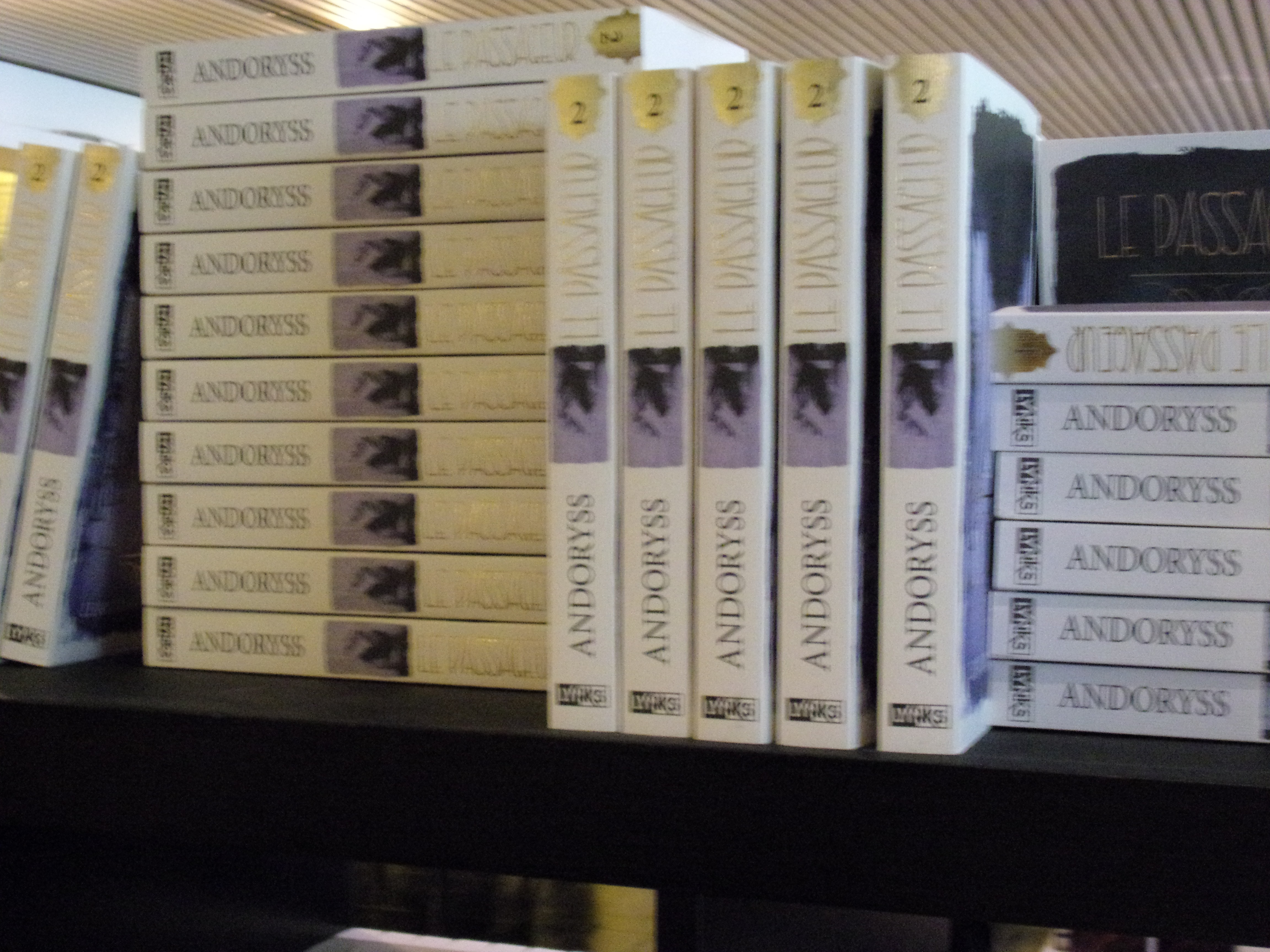
Romans de Mélanie Guyard aux Utopiales 2019.

### SérieLe Passageur
1. Le Coq et l'enfant, Lynks, 2018
2. Le Journal et le Serpent, Lynks, 2019

### SérieLes Enfants d'Evernight
1. De l'autre côté de la nuit, Castelmore, 2014
2. L'Orphelinat du Cheval-Pendu, Castelmore, 2014
3. La Promesse de Camille, Castelmore, 2016

### SérieL'Architective
1. Les Reliques perdues, Castelmore, 2016

### Romans indépendants
- Les Âmes silencieuses, Seuil, 2019Sous le nom de Mélanie Guyard.
- L'enfant des tempêtes, Seuil, 2020Sous le nom de Mélanie Guyard.
- De si jolies boîtes, Seuil, 2022Sous le nom de Mélanie Guyard.

### Nouvelles
- Lacrimosa, 2015, in L'Eau, anthologie composée par Magali Duez, éd. Griffe d'Encre, mai 2015.
- Miroir Lune, éd. du Riez, anthologie Contes du monde.
- Sublimation, éd. ActuSF, in Anthologie des Utopiales 2019.
- Rémanente, éd. ActuSF, in Anthologie jeunesse des Utopiales 2020.

### Scénarios de bande-dessinée
- Les Enfants d'Evernight, avec Marc Yang, éd. Delcourt, 2011, deux volumes parus.
- Sept naufragés, avec Tony Semedo, éd. Delcourt, 2013.
- Le Cercle[4], avec Nesskain, éd. Delcourt, trois volumes formant série.
- Le Soufflevent, avec Xavier Collette, éd. Delcourt, quatre volumes formant série, 2014 à 2017[5],[6],[7].
- Les 5 Terres (série en cours, à partir de 2019), éd. Delcourt, avec David Chauvel et Patrick Wong (scénario sous le pseudonyme de Lewelyn), Jérôme Lereculey et Didier Poli (dessins), 2019[8].